# Любовная песня короля Вацлава
Любовная песня короля Вацлава (чеш. Milostná píseň krále Václava, MPKV) — рукопись, написанная языком и шрифтом XIII века, которую в 1819 году якобы нашел писарь Университетской библиотеки Ян Вацлав Циммерман и которую в 1823 году опубликовал Вацлав Ганка. Стала одним из побочных, менее важных и менее крупных, предметов спора о рукописях. На обороте пергамента находится текст стихотворения «Олень», взятый из более объемной Краледворской рукописи.

## Открытие и публикация

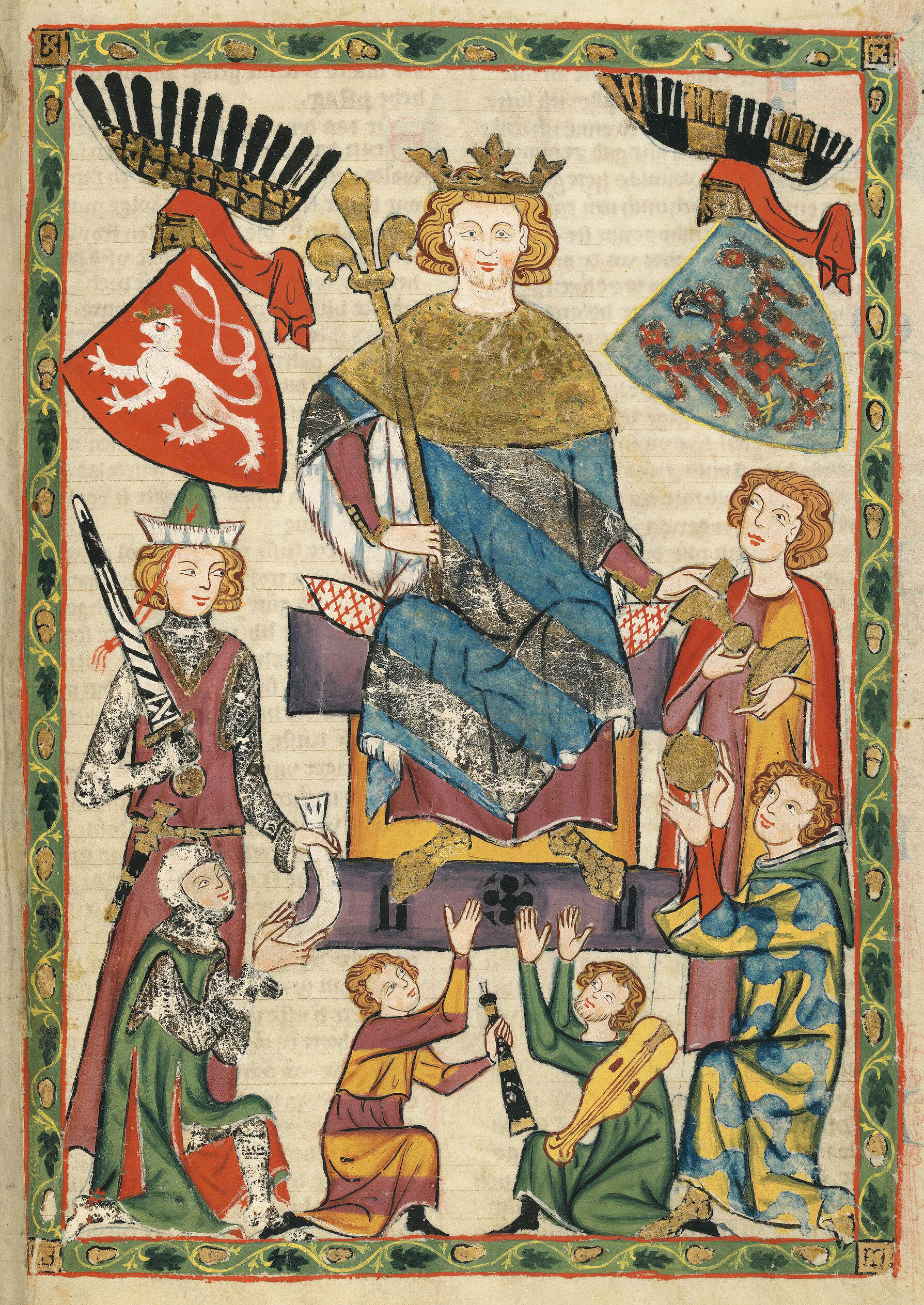
Король Вацлав из Чехии. Манесский кодекс.

Ян Циммерман, писарь Университетской библиотеки, составлял каталоги старых рукописей и якобы в старом переплете одной книги обнаружил исписанный с обеих сторон пергамент. В апреле 1819 года он отправил его Францу Коловрату-Либштейнскому, в то время высочайший бургграф и представитель недавно созданного Патриотического музея, с сообщением о находке фрагмента самого старого чешского стихотворения XII века. Циммерманн также заявил, что листов пергамента было больше, он увлажнил их, чтобы извлечь из переплета книги, затем положил сушиться на окно, но порыв ветра унес все, кроме одного.
Найденный лист пергамента имеет размеры около 14 х 8 сантиметров, хранится в Библиотеке Национального музея под шифром 1 A b 5, достаточно сильно поврежден от химических анализов. Текст записан столбцами с обеих сторон и обрезан по краям, так что на каждой стороне только один полный столбец.
Бургграф Коловрат-Либштейнский передал находку для изучения Йосефу Добровскому. Тот идентифицировал текст как чешскую версию немецкой любовной песни из Манесского кодекса, приписываемой «королю Вацлаву из Чехии» — таким образом, датировка рукописи сместилась на XIII век. Что немаловажно, текст на другой стороне пергамента, написанный тем же шрифтом и почерком, с незначительными отклонениями повторял стихотворение «Олень» из недавно найденной Краледворской рукописи.
В 1823 году текст, состоящий из 42 стихов, впервые опубликовал Вацлав Ганка под названием «Любовная песня короля Вацлава» в так называемом «позднем труде» «Starobylý skládání».

## Подлинность
С сомнений в подлинности MKPV, собственно, начался спор о подлинности Краледворской рукописи. Первые сомнения высказал немецкий филолог Мориц Гаупт в 1847 году; прежде всего, они касаются несоответствия между чешским и немецким текстом. В 1856 году с подобными выводами выступил историк литературы Юлиус Фейфалик, по его прошению была открыта музейная комиссия по изучению MPKV. Состав комиссии был выдающимся с сегодняшней точки зрения: К. Эрбен, П. Шафарик, В. Томек и Я. Воцел. Фридрих Рохледер был приглашен как химик.
Химические исследования в 1857 году были довольно неточными, но выявили на краях пергамента и между строк MKPV остатки оригинального латинского текста, которые были палеографически отнесены к XV веку. Комиссия констатировала: «продукт гораздо более поздней эпохи, с целью обмана имитировано более старое письмо».
Поскольку было установлено, что это палимпсест, и, таким образом, не только MPKV, но и стихотворение «Олень» на другой стороне были написаны позже оригинального текста, пергамент с MPKV был назван «прикрывающей подделкой», его целью было доказать и прикрыть древность Краледворской рукописи. Последующие проверки, проведенные в 1886 году другой музейной комиссией во главе с профессорами Войтехом Шафариком и Антонином Белогоубеком, и изучение в Криминалистическом институте командой Иванова в 1968—1971 годы, в основном, только подтвердили выводы 1857 года.

## Текст и авторство

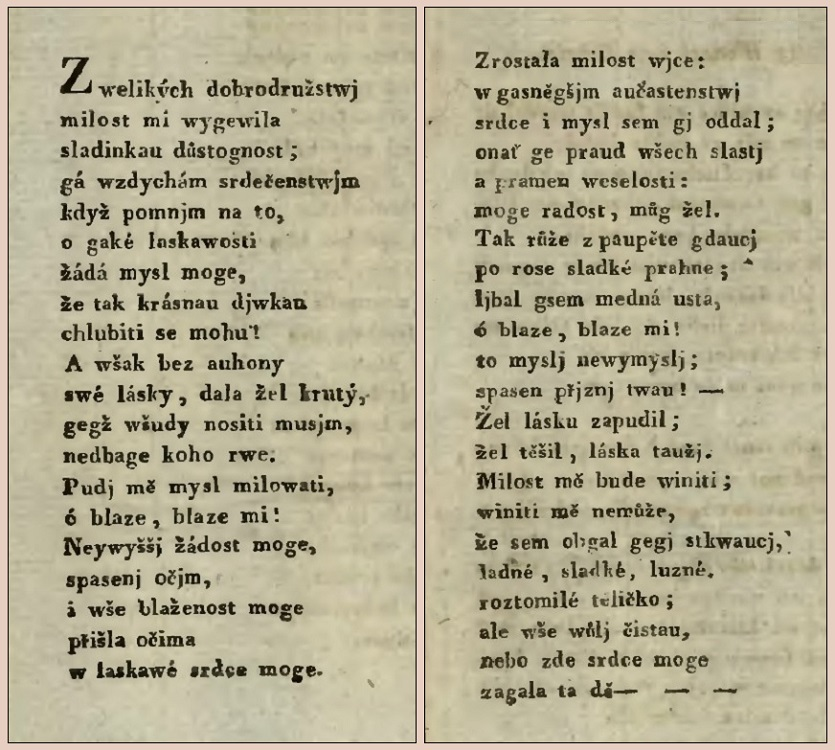
Копия текста, сделанная Ганкой. 1823

Чешский текст «Любовной песни» во время обнаружения рукописи был известен в немецкой версии, содержащейся в Манесском кодексе, это самый большой сборник немецких стихов и песен, созданный в начале XIV века в скриптории в Цюрихе. Автором песни, в которой любовник воспевает свою возлюбленную и ее изящество, в кодексе указан чешский король Вацлав (König Wenzel von Behein). Ганка приписывал ее Вацлаву I, на сегодня ее вероятным автором считается Вацлав II. Изначально главным предметом споров о MKPV было то, какая из версий старше и какая всего лишь перевод, его литературная ценность не была высоко оценена, лишь древность. При этом создание Манесского кодекса в начале XIV века никогда не подвергалось сомнению.
Вопрос, пел ли король Вацлав на чешском языке и переводились ли его песни на немецкий язык, интересовал Ганку уже в сентябре 1818 года, то есть незадолго до находки Циммермана, в предисловии к ожидаемому первому изданию Краледворской рукописи. В 1827 году Йосеф Добровский высказал мнение, что первоначальной была немецкая версия. Около 1850 года появились доказательства, что чешский текст является плохим переводом, повторяющим ошибки немецких изданий 1794 и 1803 годов, и таким образом, он современный. В конечном итоге музейная комиссия провела новые палеографические и химические исследования и в феврале 1857 сообщила, что обе стороны якобы старочешского фрагмента являются попыткой имитации письма более старого, чем Краледворская рукопись.
Предполагалось, что автором подделки мог быть ее открыватель Ян Циммерман, но обычно авторство приписывается Вацлаву Ганке или кому-то из его окружения.

## Современные издания
- Staročeské zpěvy hrdinské a milostné: Rukopisy královédvorský a zelenohorský. Vydání 1. Bílovice: Černý Drak, 2018. 143 stran. ISBN 978-80-907324-1-4. (Obsahuje oba Rukopisy ve novodobé transkripci společně s Písní vyšehradskou a Milostnou písní krále Václava.)

## Внешние ссылки
- Исследование рукописи текста Любовной песни короля Вацлава, на его обороте стихотворение Олень − 1968 года
- Песня о любви короля Вацлава — поддержка древности Рукописей — текст Я. Эндерсе, сторонника подлинности рукописей
- Обзор фотографий MPKV